# Levis (Yonne)
Levis es una localidad y comuna francesa situada en la región de Borgoña, departamento de Yonne, en el distrito de Auxerre y cantón de Toucy.

## Demografía
| 514 | 485 | 479 | 516 | 488 | 537 | 534 | 511 | 508 | 508 | 502 | 456 | 421 | 419 | 460 | 417 | 412 | 386 | 375 | 370 | 331 | 320 | 321 | 279 | 283 | 301 | 301 | 289 | 251 | 208 | 195 | 238 | 246 |
| Para los censos de 1962 a 1999 la población legal corresponde a la población sin duplicidades (Fuente: INSEE [Consultar]) |     |     |     |     |     |     |     |     |     |     |     |     |     |     |     |     |     |     |     |     |     |     |     |     |     |     |     |     |     |     |     |     |